# Katedra św. Piotra w Belfaście
Katedra Świętego Piotra w Belfaście (ang. St Peter's Cathedral, Belfast, irl. Ard Eaglais Naomh Peadar) – rzymskokatolicka katedra diecezji Down-Connor i siedziba rzymskokatolickiego biskupa Down-Connor. Mieści się przy ulicy Divis Street w Belfaście, stolicy Irlandii Północnej. Jest siedzibą chóru St Peters Schola Cantorum.
Została wybudowana w latach 1860–1866 w stylu neogotyckim według projektu architektów Jeremiaha McAuleya i Johna O’Neilla. Posiada dwie wieże. Została konsekrowana w niedzielę 14 października 1866 przez arcybiskupów Dublina i Birmingham.